# Chrysosplenium tetrandrum
Chrysosplenium tetrandrum là một loài thực vật có hoa trong họ Saxifragaceae. Loài này được (N.Lund) Th.Fr. miêu tả khoa học đầu tiên năm 1858.